# Mai 1827

## Événements
- 27 mai, France : promulgation du Code forestier.

## Naissances
- John Macadam (mort en 1865), chimiste, médecin et enseignant australien.

- 1er mai : Jules Breton, peintre et poète français († 5 juillet 1906).
- 10 mai : Alphonse de Rothschild, banquier († 26 mai 1905).
- 11 mai : Jean-Baptiste Carpeaux, sculpteur, dessinateur et peintre français († 12 octobre 1875).

## Décès
- 14 mai : Louis Ramond de Carbonnières (né en 1755), homme politique, géologue et botaniste français.